# Marco Boogers
Marco Boogers (Dordrecht, 12 januari 1967) is een Nederlands voormalig profvoetballer die in zijn carrière onder meer uitkwam voor RKC, FC Dordrecht en West Ham United. Hij was van 2004 tot en met augustus 2017 technisch directeur van FC Dordrecht.

## Loopbaan als voetballer
Boogers werd geboren in Dordrecht. Hij kwam in de jeugdopleiding van Feyenoord en speelde in 1983 twee interlands voor het Nederlands voetbalelftal onder 17. In beide wedstrijden viel hij in.
Boogers maakte in 1986 zijn profdebuut. Na twee seizoenen DS'79 verhuisde hij naar FC Utrecht, waar hij in zijn eerste seizoen gelijk clubtopscorer werd. In 1990 vertrok de aanvaller naar RKC. Na vijf seizoenen, inclusief een tussentijdse uitstap naar Fortuna Sittard, tekende hij een contract bij Sparta Rotterdam. Bij Sparta kende Boogers een buitengewoon sterk seizoen. Hij kreeg de bronzen schoen toegekend bij de Nederlands voetballer van het jaar. Er kwam interesse van onder andere Everton FC, SSC Napoli en Borussia Dortmund, maar uiteindelijk was het West Ham United FC, dat uitkwam in de Premier League, dat Boogers voor 800 duizend pond overnam.
Boogers werd als relatief onbekende speler bij West Ham, samen met Dani onthaald als grote aankoop van die zomer. Hij kreeg rugnummer 11 toegewezen van trainer Harry Redknapp. Boogers' periode in Engeland verliep uiterst ongelukkig. Hij kon slecht wennen aan het zware Engelse trainingsregime en hij, en zijn vrouw, voelden zich slecht thuis in Engeland en hadden last van heimwee. Op 19 augustus 1995 mocht hij tijdens de eerste competitiewedstrijd bij een 1-2 achterstand invallen voor Keith Rowland, maar wist geen indruk te maken. Vier dagen later mocht hij, in de tweede competitiewedstrijd tegen Manchester United, tijdens de rust invallen, ditmaal voor Danny Williamson. Tijdens de wedstrijd maakte hij een onbesuisde overtreding op Gary Neville en werd met rood van het veld gestuurd. Hij werd voor vier wedstrijd geschorst en kreeg de Engelse media over zich heen. Hij kreeg van de club toestemming thuis, in Dordrecht, rust te zoeken. Hij keerde terug met een doktersverklaring dat hij "mentaal nog niet fit genoeg was om te spelen", toch viel hij in oktober 1995 nog tweemaal in, tegen Blackburn Rovers en Aston Villa. In december liep hij een kraakbeenblessure op aan zijn knie, een oude blessure waar hij eerder bij Sparta mee kampte. Na een spoedoperatie kreeg Boogers toestemming om in Nederland te revalideren. Tijdens deze revalidatie in Dordrecht werd zijn zoon geboren. Nadat hij weer fit was verklaard, kreeg hij van de club toestemming het seizoen op huurbasis af te maken bij FC Groningen, waar de knieproblemen terugkeerden. In de zomer van 1996 werd zijn contract, met beider goedkeuring, ontbonden. Boogers kwam in vier wedstrijden slechts 44 minuten in actie voor de ploeg. In 2007 werd hij in The Times vermeld als nummer negentien in een klassement van 'slechtste spelers ooit actief geweest in de Premier League'.
Na het ontbinden van zijn contract tekende Boogers weer bij RKC Waalwijk. Daar keerde de knieblessure terug en speelde hij in het seizoen 1996-1997 slechts 9 wedstrijden. Hier zou hij een half jaar blijven, daarna vertrok hij voor twee seizoenen naar FC Volendam. Bij Volendam speelde hij één seizoen in de Eredivisie en het andere in de Eerste Divisie, hierna ging de aanvaller naar Dordrecht '90. In zijn geboortestad zette hij 5 jaar later, in 2003, een punt achter zijn loopbaan. In het seizoen 2003/04 speelde Boogers echter nog een paar wedstrijden wegens personele problemen van de club.

### Clubstatistieken
| Seizoen | Club               | Duels | Goals | Competitie     |
| ------- | ------------------ | ----- | ----- | -------------- |
| 1986/87 | DS '79             | 31    | 13    | Eerste divisie |
| 1987/88 | DS '79             | 29    | 5     | Eredivisie     |
| 1988/89 | FC Utrecht         | 33    | 11    | Eredivisie     |
| 1989/90 | FC Utrecht         | 27    | 4     | Eredivisie     |
| 1990/91 | RKC                | 33    | 14    | Eredivisie     |
| 1991/92 | Fortuna Sittard    | 28    | 13    | Eredivisie     |
| 1992/93 | RKC                | 32    | 17    | Eredivisie     |
| 1993/94 | RKC                | 32    | 11    | Eredivisie     |
| 1994/95 | RKC                | 7     | 4     | Eredivisie     |
| 1994/95 | Sparta Rotterdam   | 25    | 11    | Eredivisie     |
| 1995/96 | West Ham United FC | 4     | 0     | Premier League |
| 1995/96 | → FC Groningen     | 0     | 0     | Eredivisie     |
| 1996/97 | RKC Waalwijk       | 9     | 0     | Eredivisie     |
| 1997/98 | FC Volendam        | 20    | 9     | Eredivisie     |
| 1998/99 | FC Volendam        | 31    | 16    | Eerste divisie |
| 1999/00 | Dordrecht '90      | 32    | 20    | Eerste divisie |
| 2000/01 | Dordrecht '90      | 32    | 19    | Eerste divisie |
| 2001/02 | Dordrecht '90      | 34    | 16    | Eerste divisie |
| 2002/03 | Dordrecht '90      | 30    | 11    | Eerste divisie |
| 2003/04 | FC Dordrecht       | 6     | 0     | Eerste divisie |
| Totaal  | Totaal             | 476   | 194   |                |

## Loopbaan als bestuurder
In 2003, na het beëindigen van zijn actieve carrière, werd Boogers aangesteld als technisch directeur van FC Dordrecht. De club was het seizoen op de laatste plaats van de eerste divisie geëindigd en had die zomer afscheid genomen van voorzitter Frans Derks, diens opvolger Ad Heijsman benaderde Boogers op de dag van zijn aanstelling voor de functie. Boogers zorgde in Dordrecht voor attractief en verzorgd voetbal en een team dat veelal in de subtop van de eerste divisie speelde. Boogers werkte veelal met korte contracten, waardoor het verloop aan spelers groot was. Zijn scouting richtte zich vooral op buitenkansjes: spelers die bij andere clubs buiten de boot vielen, of anderszins beschadigd waren. Zo wist Boogers onder andere Dennis en Gérard de Nooijer vast te leggen, die nog één jaar samen wilden spelen om hun carrière af te sluiten, en Arjan van der Laan, die bij ADO Den Haag niet meer tot spelen kwam.
Onder trainer Gert Kruys, die het elftal leidde van 2006 tot 2010, wist de club tweemaal door te dringen tot de play-offs voor promotie en degradatie. In 2011 stelde hij Theo Bos aan als trainer, die de club naar de top van de eerste divisie leidde. Op 28 februari 2013 overleed Bos, maar onder zijn opvolger Harry van den Ham wist de club in de zomer van 2014 te promoveren naar de eredivisie. De club wist echter niet te overtuigen en degradeerde na één seizoen, onder eerst Ernie Brandts en na diens ontslag Jan Everse, alweer rechtstreeks naar de eerste divisie. In de zomer van 2015 kwam Boogers hard in botsing met Everse, die na het neerleggen van zijn functie Boogers onder andere uitmaakte voor malloot. Boogers wilde hierna Gérard de Nooijer aanstellen als opvolger, maar aangezien deze niet over de juiste diploma's beschikte stelde hij Harry van den Ham, die terugkeerde van FC Utrecht aan als stroman.
Stef de Bont en Marco Timmer publiceerden in augustus 2015 het boek Koning van de Krommedijk. Het boek ging over seizoen 2014-2015 van FC Dordrecht in de eredivisie en over Boogers persoonlijk. In het boek vertelde Boogers over zijn wijze van besturen, waarbij hij dicht op de selectie werkt en na wedstrijden regelmatig in de kleedkamer komt. In het boek gaat Boogers ook de strijd aan met de KNVB, van wie hij regelmatig waarschuwingsbrieven kreeg om zijn uitlatingen in de media. Hij beschuldigt in het boek dat KNVB-bestuurders vooral denken aan eigen belang en elkaar de hand boven het hoofd houden. Boogers geeft aan liever niets met de bond te maken te willen hebben. Boogers geeft aan het niet eens te zijn met de regels van de voetbalbond inzake de diplomering van trainers en vertelt dat hij Gérard de Nooijer feitelijk aanstelde als hoofdtrainer, terwijl Harry van den Ham fungeerde als stroman. Hij kraakt ook de eisen af die de bond stelde aan de samenstelling van het bestuur van een voetbalclub, zoals het aanstellen van een algemeen en een financieel directeur. Boogers vertelt in het boek de VVCS, de vakbond voor contractspelers, erg te waarderen, maar dat hij het onzin vindt dat FC Dordrecht van de KNVB als kleine club 18 contractspelers voor 20 uur per week in dienst moet nemen, als hij het ook af zou kunnen met amateurvoetballers. Hij stelt dat de KNVB met hun inmenging clubs nodeloos op kosten jaagt, terwijl in een gezonde situatie de clubs investeren naar wat zij binnenkrijgen.
Op 15 augustus 2017 maakte Boogers bekend zijn functie neer te leggen, na een teleurstellend seizoen waarin de club op de 19e plaats eindigde.
Inmiddels is hij directeur van familiebedrijf QLS in Dordrecht.

## Trivia
- Marco Boogers moet niet verward worden met Marco Bogers, voormalig directeur van VVV Venlo[8]  en directeur van De Graafschap.
- Zijn zoon Quincy Boogers speelde ook voor FC Dordrecht (2014-2017).
- Zijn zus Ellis Boogers was korfbalinternational.